# Amazônia Independente Futebol Clube
O Amazônia Independente Futebol Clube, conhecido simplesmente como Amazônia, é um clube que pratica o futebol profissional, oriundo da cidade de Santarém, no estado do Pará. Suas cores de uniforme são preto, verde e branco. Suas cores seriam uma referência aos povos indígenas, além de representar a fauna e flora amazônicas.

## História
A criação do clube foi anunciada em Janeiro de 2021, mas sua fundação foi concretizada em 22 de Junho do mesmo ano, quando obteve suas inscrições junto a Federação Paraense de Futebol e Confederação Brasileira de Futebol.  O clube era um projeto do técnico Walter Lima, com experiência em diversos clubes do estado do Pará. O clube tinha a ideia de expansão, visando criar polos ou franquias em outras localidades do estado, com a finalidade de relevar jogadores e obter visibilidade.
Em 2021, em sua estréia como profissional, fez parte da Segunda Divisão, onde fez parceria com a Desportiva Paraense, clube com quem Walter Lima possuía boa relação. E logo obteve o acesso à elite do futebol paraense, após vencer o Pedreira por 2 a 0, obtendo também a vaga na final. Na decisão, após empate em 1 a 1, bateu o Caeté nos pênaltis por 8 a 7 e conquistou o título da competição.
Na estreia na elite, o Campeonato Paraense de Futebol de 2022, acabou rebaixado como último colocado da competição, fazendo assim o "bate-volta" para a 2ª divisão. Na segunda divisão em 2023, agora chamada de Série B1, um novo rebaixamento, indo agora para a 3ª divisão estadual, a Série B2.

## Títulos
| ESTADUAIS | ESTADUAIS                      | ESTADUAIS | ESTADUAIS  |
|           | Competição                     | Títulos   | Temporadas |
|           | Campeonato Paraense (Série B1) | 1         | 2021       |
| --------- | ------------------------------ | --------- | ---------- |

## Estatísticas

### Participações
|  | Participações em 2026 |

| Competição | Competição          | Temporadas | Melhor campanha     | Estreia | Última | P | R |
| Pará       | Campeonato Paraense | 2          | 12º colocado (2022) | 2022    | 2026   |   | 1 |
| Pará       | Série A2            | 4          | Campeão (2021)      | 2021    | 2025   | 2 | 1 |
| Pará       | Série A3            | 1          | Campeão (2024)      | 2024    | 2024   | 1 |   |